# Dubnice
Dubnice är en ort i Tjeckien. Den ligger i den norra delen av landet, 80 km norr om huvudstaden Prag. Dubnice ligger 319 meter över havet och antalet invånare är 529.
Terrängen runt Dubnice är platt åt sydväst, men åt nordost är den kuperad.Runt Dubnice är det glesbefolkat, med 8 invånare per kvadratkilometer. Närmaste större samhälle är Liberec, 18,0 km öster om Dubnice. I omgivningarna runt Dubnice växer i huvudsak blandskog.